# Miguel de Torres
Miguel de Torres (1593 – 1645) foi um prelado católico romano que serviu como bispo de Potenza (1644–1645).

## Biografia
Miguel de Torres nasceu em Nápoles, na Itália, e foi ordenado sacerdote na Ordem dos Pregadores. A 3 de janeiro de 1644, foi eleito Bispo de Potenza e confirmado pelo Papa Urbano VIII no dia 18 de abril de 1644. Torres serviu como Bispo de Potenza até à sua morte em 1645.